# Pascal Adolphe Dagnan-Bouveret

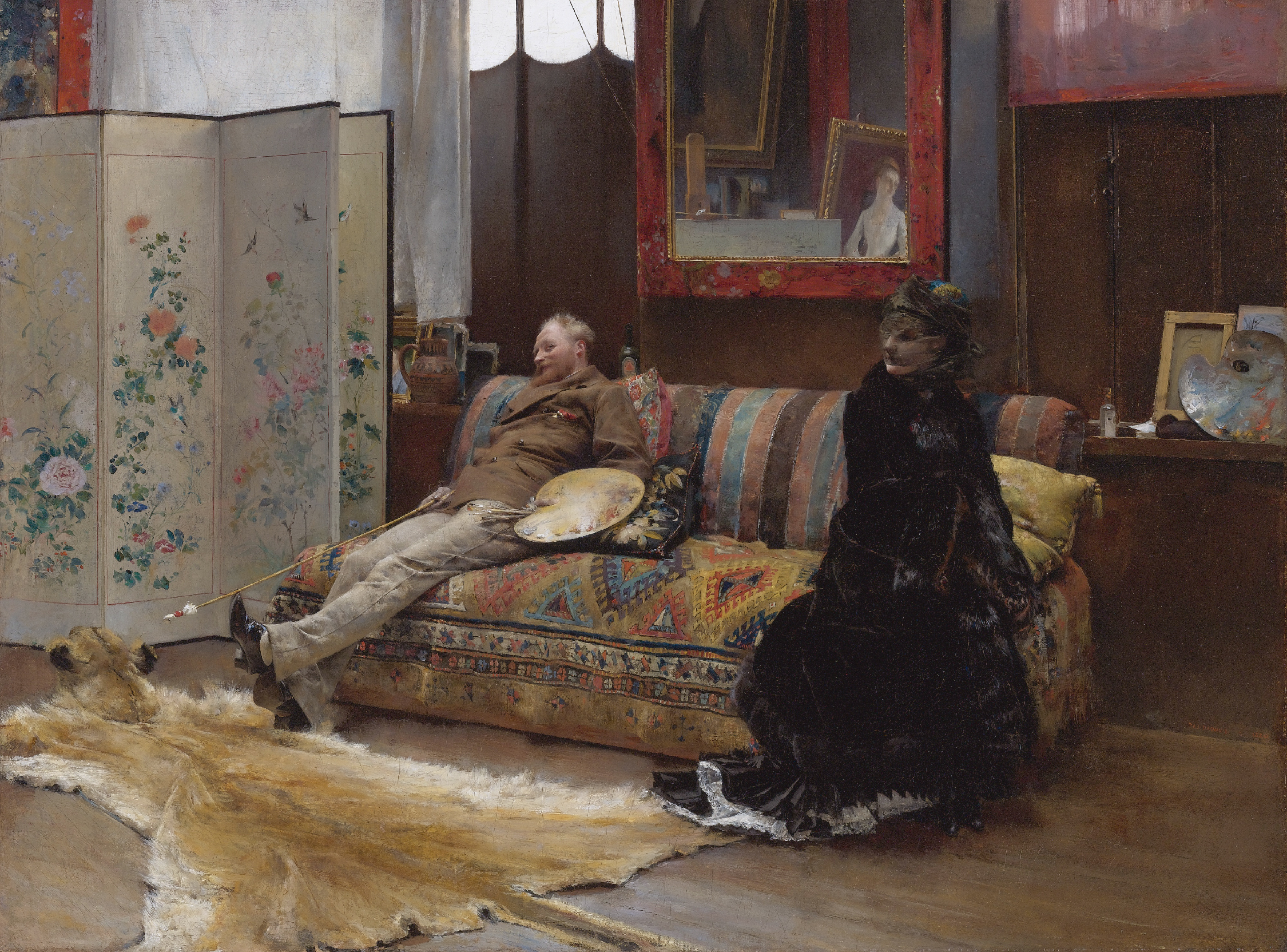
Sulking - Gustave Courtois in his Studio

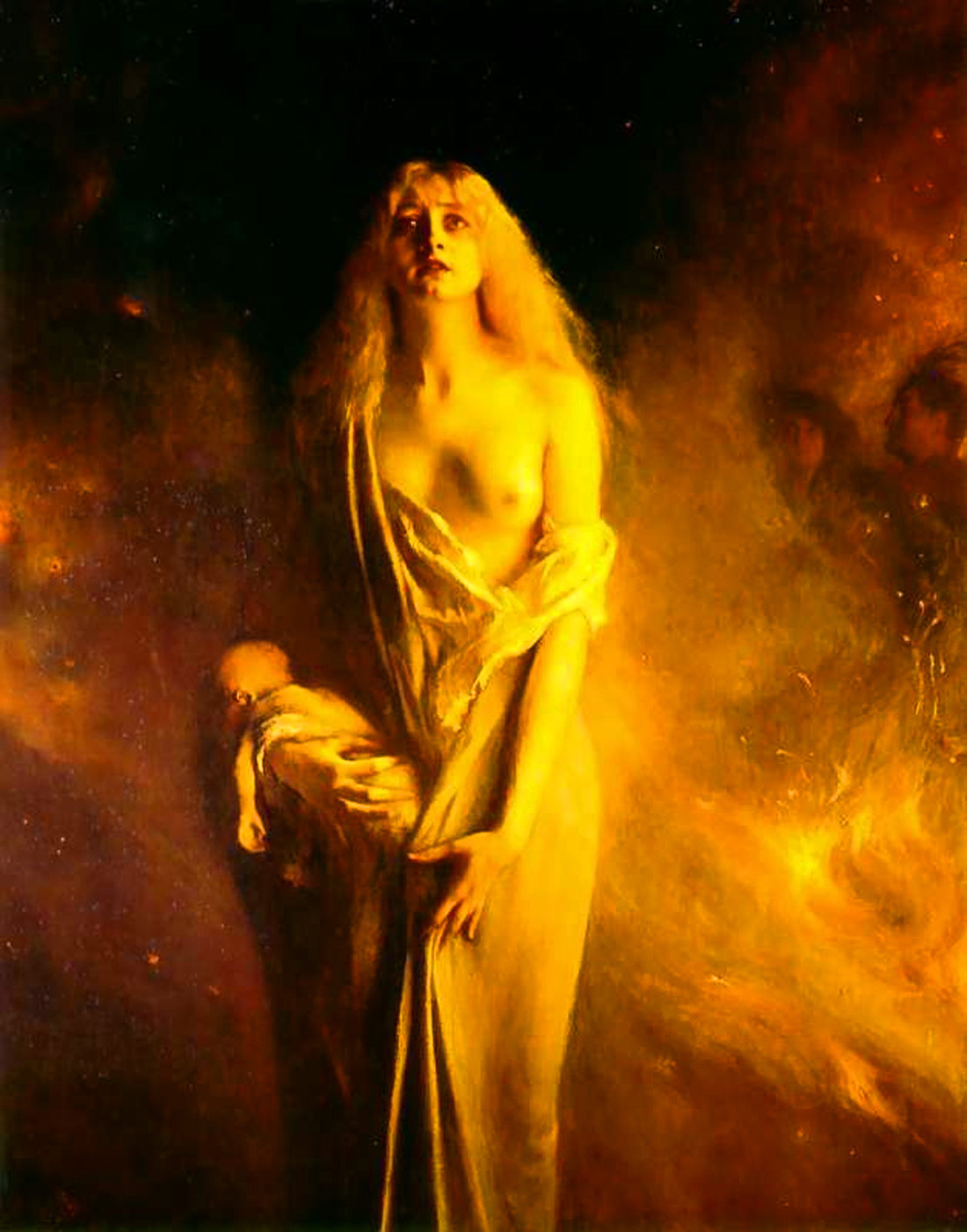
Marguerite au Sabbat

Pascal Adolphe Jean Dagnan, genannt Dagnan-Bouveret (* 7. Januar 1852 in Paris; † 3. Juli 1929 in Quincey, Département Haute-Saône) war ein französischer Maler.

## Leben
Dagnan-Bouveret war der Sohn des Schneiders Bernard Dagnan. Als sein Vater 1868 nach Brasilien auswanderte, blieb er bei seinem Großvater mütterlicherseits, Henry Bouveret. Diesem zu Ehren änderte er später seinen Namen in „Dagnan-Bouveret“.
Er trat als Schüler in das Atelier von Jean-Léon Gérôme ein, wo ihm Jean Lecomte du Noüy begegnete und besuchte auch die Klasse von Alexandre Cabanel. Im Jahr 1876 wurde er mit dem 2. Prix de Rome ausgezeichnet. Im Pariser Salon debütierte er im Jahr 1875. Seit 1888 war er Mitglied der Münchner Akademie, seit 1900 Mitglied der Académie des Beaux-Arts in Paris und seit 1908 Ehrenmitglied (Hon. RA) der Royal Academy of Arts in London. 1927 wurde er zum assoziierten Mitglied der Académie royale des Sciences, des Lettres et des Beaux-Arts de Belgique gewählt. Er wurde mit einer Ehrenmedaille beim Pariser Salon und bei der Pariser Weltausstellung 1889 ausgezeichnet. Zudem erwarb er sich im selben Jahr eine goldene Medaille in der Münchner Jahresausstellung.

## Werke (Auswahl)
- 1883: Porträt meines Grossvaters
- 1884: Chevaux à l'abreuvoir (Pferde an der Wasserstelle)
- 1885: Le pain béni (Die Segnung des Brotes)
- 1887: Les Bretonnes au Pardon
- 1888: Mutter Gottes
- 1888: Tête de femme Ouled Naïl (Kopf einer Frau der Ouled Naïl)
- 1889: Bretagnerinnen nach dem Bittgange
- 1889: Portrait de jeune femme en deuil  (Portrait einer trauernden, jungen Frau)
- 1892: Dans la forêt  (Im Wald)
- um 1893: Madame Dagnan-Bouveret et son fils
- 1902: Portrait de Léon Gerôme
- 1909: Ophelia
- 1916: Portrait de la Comtesse Raoul de Percin